# Effetti ottici nei minerali

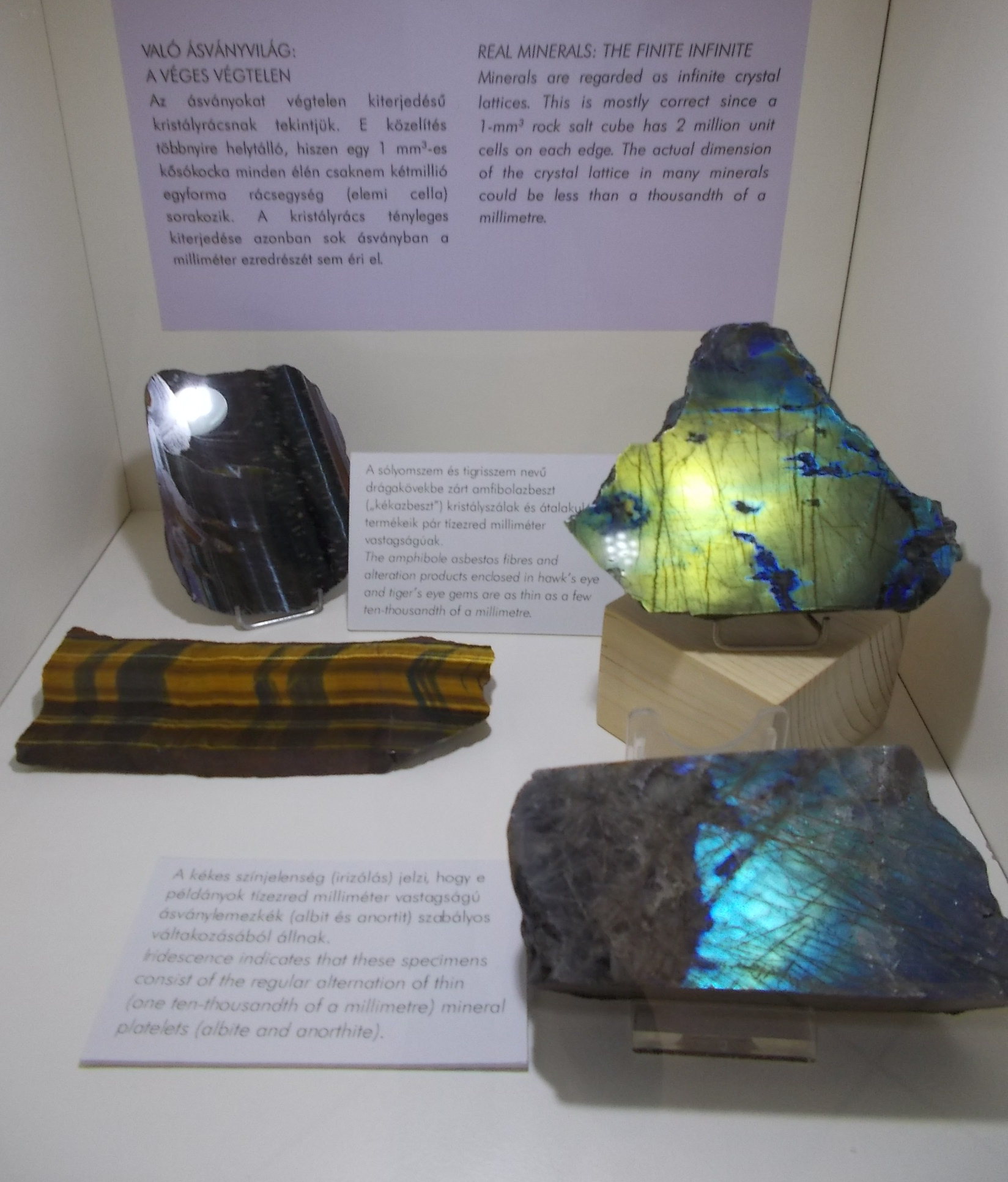

Determinati effetti ottici in talune varietà di specie minerali sono dati da riflessioni interne.

## Adularescenza
Si ha in presenza di punti di riflessione interni al minerale, non identificabili singolarmente. È tipico l'aspetto lattiginoso e luminoso dell'adularia e della pietra di luna.

## Avventurescenza
L'avventurescenza è causata dall'inclusione di un differente minerale sotto forma di laminette visibili a pochi ingrandimenti, disposte casualmente nella massa.
La denominazione deriva dalla varietà di quarzo avventurina, che presenta questo effetto con particolare evidenza. Viene detto anche avventurinamento.

## Gatteggiamento
Nel gatteggiamento le riflessioni sono dovute ad inclusioni (o microscopici tubuli cavi) disposti regolarmente e parallelamente fra loro.
Queste inclusioni danno luogo ad una singola linea luminosa, mobile, che sembra galleggiare sul campione muovendosi a seconda del punto di osservazione come nel caso della crocidolite e dell'occhio di tigre.

## Asterismo
Le cause dell'asterismo sono le medesime del gatteggiamento, con la differenza che le inclusioni sono disposte secondo un reticolo simmetrico, dando luogo a due o più linee luminose che si intersecano formando una sorta di stella.
Il fenomeno è particolarmente bello in alcune varietà di corindone o zaffiro, i cui cristalli vengono tagliati perpendicolarmente ad un asse cristallografico, causando la formazione di una stella a sei punte.
L'effetto viene evidenziato da una lavorazione a cabochon.

## Labradorescenza
La labradorescenza è il fenomeno ottico che si ha muovendo una pietra, ad esempio la labradorite, da cui prende il nome, in cui la luminosità riflessa cambia a seconda della rotazione della pietra stessa.

## Iridescenza
In una gemma l'iridescenza presenta degli aloni dovuta ai piani di sfaldatura o dalle fratture naturali o provocate artificialmente con brusche variazioni di temperatura. I riflessi sono superficiali ed a volte mobili dai colori dell'iride, da cui il nome.

## Opalescenza
L'opalescenza è la trasparenza lattiginosa dovuta al modo di passare della luce all'interno della pietra che produrrà un effetto nebuloso. Quest'effetto è dovuto alla presenza nel corpo della gemma di due rifrazioni che creano una caotica rifrazione. La rifrazione prodotta apparirà pertanto disordinata.

## Lattescenza
La lattescenza è una particolare diffusione per la presenza di microinclusioni.

## Effetto seta
Questo effetto è dovuto alla presenza di aghi di rutilo o altri minerali. Viene chiamato anche riflesso sericeo-argentato.

## Cangianza
La cangianza è un effetto ottico che consiste nel cambiamento di colore in una pietra a seconda del tipo di luce in cui la si guardi (ad esempio: luce solare; luce artificiale).

## Arlecchinamento
Questo effetto ottico è dovuto alla presenza di micro-noduli di silice amorfa orientati nello stesso verso che creano un luccichio di vari colori come avviene per i compact disc.

## Porporinescenza
La porporinescenza, scoperta nel 2004 è dovuta alla riflessione ottica della luce su cristalli di covellite.

## Tenebrescenza o fotocromismo
La tenebrescenza è un effetto ottico che si presenta quando una pietra cambia colore esponendola alla luce ultravioletta o alla luce solare dopo essere stata mantenuta al buio completo per un certo tempo. Una varietà di sodalite chiamata hackmanite presenta questo effetto, se viene tenuta al buio per qualche giorno, esponendola alla luce solare intensa, il colore passa dal bianco-rosa al rosa intenso-violetto e lo mantiene per ore o giorni prima di tornare al colore originario.